# Sangiaccato di Kruševac
Il sangiaccato di Kruševac o sangiaccato di Alaca Hisar (in turco Alacahisar Sancağı, in serbo Крушевачки санџак?) era uno dei sangiaccati (o sanjak) dell'Impero ottomano con Alaca Hisar (l'odierna Krusevac) come centro amministrativo. Il suo nome turco, Alaca Hisar, significa città colorata.

## Contesto
Il despota Stefan Lazarević, che non aveva figli, aveva fatto in modo che suo nipote Đurađ Branković succedesse al trono serbo e si alleasse con l'Ungheria. Tuttavia, dopo la sua morte, Murat invase la Serbia nel 1428 rivendicando la terra per sé. Murat prese la capitale serba Krusevac e costrinse Branković a continuare il vassallaggio ottomano. Nel 1451, quando Mehmed II divenne sultano, il despota Đurađ riconquistò Kruševac e i suoi dintorni. Mehmed II realizzò una campagna in Serbia dal 1454 al 1459, quando conquistò e annesse il Despotato serbo. Krusevac (conosciuta in turco come Alacahisar) fu presa nel 1455 e immediatamente organizzata in una suddivisione ottomana.

## Divisione amministrativa

### Eyalet
Nel periodo tra il 1455 e il 1541 il sangiaccato di Kruševac apparteneva all'eyalet di Rumelia. Dopo l'istituzione dell'eyalet di Budin nel 1541, il sangiaccato di Kruševac fu fuso in esso insieme a diversi altri sangiaccati tra cui il sangiaccato di Smederevo, il sangiaccato di Pojega, il sangiaccato di Vučitrn, il sangiaccato di Zvornik ecc. Nel 1558 il sangiaccato di Kruševac fu aggiunto all'eyalet di Temeșvar. All'inizio del XVII secolo il sangiaccato di Kruševac fece nuovamente parte dell'eyalet di Rumelia.

### Nahiya
La città di Aleksinac è stata menzionata per la prima volta nel 1516 nel defter del Sangiaccato di Alaca Hisar. Nello stesso anno furono registrati 1.000 voynuk a Krusevac.
Nel XVI secolo il sangiaccato di Alaca Hișar aveva i seguenti nahiya (distretti): Kruševac (Alaca Hisar), Medveđa, Ürgüp, Zagrlata, Dubočica, Koznik, Kurşunlu, Petrus, Bovan (vicino all'attuale Aleksinac), Poljanica, Kislina e Izmornik. Nel XVII secolo questo sangiccato aveva i seguenti kadilık: Kruševac, Prokuplje, Medveđa, Bovan, Paraćin e Koznik.

### Sanjak-bey
Nel 1493 il sanjak-bey di Krusevac era Ismail Bey, che partecipò alla battaglia di Krbava.
Deli Hasan-pasha Suljobašić fu un sanjak-bey di Kruševac dal 1720 al 1739. Riuscì a fondere numerosi piccoli çiftlik in un'unica grande proprietà uccidendo molti sipahi e zaim (capi) locali senza essere condannato, nonostante le molte indagini ufficiali. Nel 1793 fu trasferito a Prizren e poi a Ohrid.
Nel 1789, durante la guerra russo-turca (1787-1792), Şehsuvar Abdi Pasha di İşkodra (Shkodër/Scutari) fu nominato sanjak-bey del sangiaccato di Krusevac. Nel periodo tra il 1794 e il 1830 il sanjak-bey fu Sašit-pasha.

## Demografia
Nel 1455, il sangiaccato aveva 170 timar, di cui 27 erano nelle mani dei cristiani.
Le fonti ottomane sottolineano che un'ondata di valacchi si stabilì nel sangiaccato di Smederevo e una larga parte nel sangiaccato di Krusevac e nel sangiaccato di Vidin. Dopo la conquista ottomana dei territori della pianura pannonica, molte famiglie dei Balcani centrali si trasferirono in quell'area, colpendo la popolazione valacca dei sangiaccati di Krusevac e Smederevo che persero i loro precedenti privilegi. Dall'inizio del XVI secolo, gli abitanti musulmani a Kruševac, Prokuplje e Leskovac costituivano il 68% della popolazione totale, mentre fino alla fine del secolo aumentò fino a quasi l'85%.